# Leukippe
Leukippe var i grekisk mytologi en av Minyas tre döttrar, vilka inte ville erkänna Dionysos gudomlighet.
Till straff härför slogs alla med vansinne varunder de sönderslet Leukippes son Hippasos och därefter förvandlades till fladdermöss.